# Ama (Sprache)
Ama (auch: Nyimang, Eigenbezeichnung: amad̪-u wad̪a „der Leute Sprache“) ist eine Sprache, die im Bundesstaat Süd-Kordofan im Zentralsudan am Berg Jebel Nyimang von ca. 70.000 Menschen gesprochen wird (Stand von 1982). Sie gehört zum ostsudanischen Zweig der nilosaharanischen Sprachfamilie.
Zusammen mit dem verwandten Afitti [aft] (auch: Dinik), das  nur ca. 4.500 Sprecher hat, bildet das Ama die Untergruppe der „Nyimang-Sprachen“ innerhalb dieses Zweiges. Die Sprecher der beiden Sprachen können sich untereinander nicht verstehen.

## Sprachliche Charakteristik
Ein auffallendes Merkmal dieser Sprache ist ein Paradigma von vokalischen Suffixen, die zum Ausdruck von Kasusfunktionen dienen:
|                        | 1   | 2a  | 2b    |
| ---------------------- | --- | --- | ----- |
| Nominativ              | –   | –   | –     |
| Genitiv                | -ʊn | -u  | -o    |
| Abhängiger Genitiv     | -ʊn | -ʊn | -on   |
| Dativ                  | -ʊŋ | -i  | -ɛ/-e |
| Akkusativ              | -ʊŋ | -ɔ  | -o    |
| Komitativ/Instrumental | -ɪn | -ɛ  | -e    |
| Lokativ                | -ɪl | -au | -au   |

In der Gruppe 1 werden Personennamen, bestimmte Verwandtschaftsbezeichnungen, Personal- und Interrogativpronomen „dekliniert“, in der Gruppe 2 alle übrigen Substantive. In der Gruppe 2b werden im Allgemeinen Substantive dekliniert, die auf einen Vokal, eine Liquida bzw. den velaren Nasal ŋ enden.
Der abhängige Genitiv steht vor einem Nomen, das ebenfalls ein Kasussuffix trägt.
Die nominale Wortbildung ist in dieser Sprache ebenfalls reich entwickelt: 
- -(ɪ)d̪a → Verbalnomen

ŋɪl-d̪a „Gelächter“, von ŋɪl „lachen“
- -gɪd̪i → Abstraktum

mɔr-gɪd̪i „Freundschaft“, von mɔr „Freund“
- -eg/-ɛg/-ig → Nomen Agentis bzw. Einwohner

li-eg „Trinker“, von li-/le- „trinken“
Dɔɲ-ig „Einwohner von Dilling“, von Dɔɲ „Dilling (Ort)“
- -ɛr → Nomen Instrumenti

li-ɛr „Trinkgefäß“, von li-/le- „trinken“
- -al/-ɪl → Nomen Loci

fɪl-al „Tanzplatz“, von fɪl „tanzen“
- -ɪŋ → Diminutiv

gɪl-ɪŋ „Hündchen, Welpe“, von gɪl „Hund“
amad̪-ɪŋ „Ama-Kind“, von ama/amad̪- „Leute, Ama“
- -ma → „Vater von ...“

Bɛlfe-ma „Belfes Vater“
- -wʊn/-wɪn → „Haus von ...“ bzw. „im Haus von ...“

Amina-wʊn „Aminas Haus“ bzw. „bei Amina zu Hause“
Die Morphologie des Verbs im Ama ist ebenfalls komplex, u. a. wird am Verb der Numerus (Singular, Dual u. Plural) sowohl des Subjekts als auch des Objekts markiert (und nicht am Nomen).
Die Grundwortstellung dieser Sprache ist Subjekt-Objekt-Verb.

## Anmerkung
Eine Sprache gleichen Namens existiert in Papua-Neuguinea (siehe Weblinks).